# Ortucchio

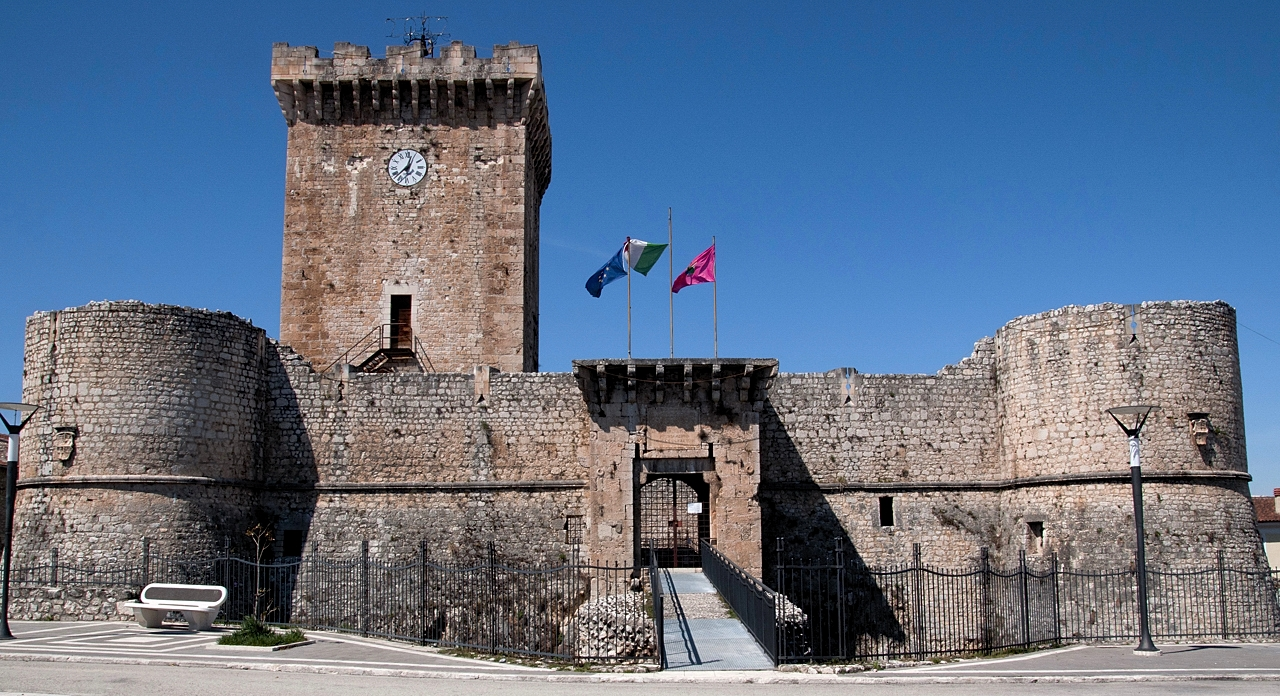
Castello Piccolomini

Ortucchio ist eine italienische Gemeinde (comune) mit 1733 Einwohnern (Stand 31. Dezember 2023) in der Provinz L’Aquila in den Abruzzen. Die Gemeinde liegt etwa 42 Kilometer südsüdöstlich von L’Aquila und gehört zur Comunità montana Valle del Giovenco.

## Verkehr
Durch die Gemeinde führt die frühere Strada Statale 83 Marsicana (heute eine Regionalstraße) von Scontrone nach Cerchio.